# Биотехнологическая очистка
Очистка биохимических продуктов с помощью методов биохроматографии.
Вид обработки, который относится к восстановлению и очистке биосинтетической продукции, особенно лекарственных препаратов, из природных источников — животных или растительных тканей или ферментативных бульонов.
Эта обработка является важным шагом в производстве фармацевтических препаратов, таких как антибиотики, гормоны (например, инсулин и гормон роста человека), антител и вакцин; антител и ферментов, используемых в диагностических средствах; промышленных ферментов; веществ, которые придают природный аромат и вкус.
Метод, как правило, рассматривается как специализированный в области биохимической инженерии, и никак не ассоциируется с химическими технологиями, хотя многие из ключевых технологий были разработаны совместно химиками и биологами для лабораторного разделения биологических продуктов.
Виды биотехнологической очистки:
1. Удаление нерастворимых продуктов;
2. Выделение продуктов;
3. Очистка продуктов;
4. Глянцевание продуктов.